# Marie-Claude Teissier-Landgraf
Marie-Claude Teissier-Landgraf, née à Hyères le 16 avril 1939, est une écrivaine française. Fille d'une mère lyonnaise et d'un père tahitien, elle a passé une partie de sa jeunesse en France métropolitaine et la majeure partie de sa vie en Océanie (Tahiti, Vanuatu, Australie). Elle a travaillé dans le domaine de l'action sociale, notamment au sein d'organisations internationales.
C'est principalement après avoir pris sa retraite en 2000 qu'elle se consacre à la littérature, avec la publication d'une biographie, de nouvelles et de deux romans autobiographiques. Elle fait également partie des fondateurs de la revue littéraire polynésienne Littérama'ohi en 2002.

## Biographie

### Jeunesse et formation
Marie-Claude Teissier-Landgraf naît à Hyères le 16 avril 1939. Sa mère est originaire de Lyon, son père, militaire et écrivain, est Tahitien. Du fait d'un problème de santé, il vit depuis 1934 en France métropolitaine où il a dû être évacué. À cause de la Seconde Guerre mondiale, la famille doit rester en France et regagne Papeete en 1946.
Après plusieurs années à Tahiti, Marie-Claude Teissier-Landgraf retourne en France hexagonale en 1955 pour y poursuivre ses études. Elle y obtient le baccalauréat puis un Diplôme d’État d’assistante sociale, spécialisé pour l’Outre-Mer.

### Action sociale
Après la fin de ses études, Marie-Claude Tessier-Landgraf revient en Polynésie où elle travaille pendant dix-sept ans comme assistante sociale. Elle y crée le service territorial scolaire social, le service social de l'hôpital territorial et du bureau territorial d'éducation de la santé. Elle met en place des cantines scolaires et un programme de santé dentaire et d'éducation nutritionnelle pour l'enseignement primaire.
En 1972, elle part en Nouvelle-Zélande pour préparer un diplôme en éducation pour la santé.
À partir de 1980, elle travaille à la Commission du Pacifique Sud. Pendant trois ans, elle effectue de nombreux déplacements en Océanie (notamment en Polynésie, Mélanésie et Micronésie). Elle produit du matériel audiovisuel éducatif et des livres techniques dans le domaine de la santé, notamment pour des programmes de nutrition et de prévention du diabète. En 1983, elle s'installe au Vanuatu où elle reste quatorze ans. Dans le cadre de son travail pour l'Unicef et pour d'autres institutions, elle participe à la conception, l'écriture et l'illustration de dix-huit livres dans le domaine de l'éducation à la santé, en particulier pour le contrôle du paludisme.
De 1997 à 2000, elle retourne travailler en Polynésie française.

### Carrière littéraire
En dehors de ses écrits professionnels, Marie-Claude Tessier-Landgraf commence à écrire pour le plaisir dans les années 1990. 
En 1994, sa nouvelle « Rose et Marguerite » remporte un concours, ce qui la pousse à écrire. 
En 1995, elle publie Le russe de Belfort, la première biographie du peintre Nicolaï Michoutouchkine, promoteur de l'art océanien. Il s'agit d'un ouvrage bilingue, publié par l’Institut des Études du Pacifique Sud – Université de Fidji.
En 2000, elle prend sa retraite et se consacre davantage à la littérature. En 2002, elle participe à la fondation de la revue littéraire polynésienne Littérama'ohi avec d'autres d'écrivains comme Flora Aurima-Devatine, Patrick Amaru, Danièle Helme, Jimmy Ly, Chantal T. Spitz et Rai Chaze. L'objectif de cette revue est de faire connaître la richesse et la diversité des auteurs et autrices de Polynésie française.
Elle publie également des nouvelles dans le mensuel francophone Tahiti-Pacifique.
En 2004 paraît son roman autobiographique Hutu Painu, Tahiti, racines et déchirements, qui rencontre un grand succès. Le livre est traduit en anglais sous le titre Tahiti Beloved and Forbidden. Il suit la vie de Sophie, jeune fille métisse qui arrive à Tahiti après la Seconde Guerre mondiale et raconte la vie à Tahiti à cette époque. D'après le chercheur Didier Lenglare, Marie-Claude Teissier-Landgraf cherche à travers ce livre à se faire accepter par les Tahitiens comme afa farāni, Franco-tahitienne. Elle y raconte le processus de socialisation et d'hybridation culturelle du personnage principal. Par le titre du livre, elle choisit d'accepter de s'identifier à l'expression « Hutu painu », habituellement méprisante, qui désigne l'étranger, celui qui vient de l'extérieur sans se fixer. Des extraits de ce roman sont lus à la Comédie Française lors de la Semaine de l’Océanie en 2006.
En 2006, elle s'installe en Australie. Elle continue à se rendre en Polynésie et publie à l'occasion du Salon du livre de Tahiti le roman Atea roa – Voyages inattendus. Il s'agit de la suite d'Hutu Painu. Le livre raconte le retour de Sophie en France et ses difficultés à y être acceptée en raison de sa culture tahitienne. Comme Hutu Painu, Atea roa propose une réflexion sur l'identité tahitienne et française et sur le métissage.

## Œuvres

### Biographie
- Le russe de Belfort : trente-sept ans de voyages du peintre Nicolaï Michoutouchkine en Océanie, Institut des études du Pacique Sud, 1995 (ISBN 982-02-0101-2 et 978-982-02-0101-9, OCLC 36612093, lire en ligne)

### Romans
- Hutu pāinu, Au vent des îles, 2004 (ISBN 2-909790-40-1 et 978-2-909790-40-4, OCLC 56489551, lire en ligne)
- Atea roa : voyages inattendus, Au vent des iles, 2006 (ISBN 2-915654-11-5 et 978-2-915654-11-0, OCLC 174088619, lire en ligne)

### Nouvelles
- « Rose et Marguerite », Tahiti-Pacifique, no 63,‎ juillet 1996
- « Vous avez dit draguer ? », Tahiti-Pacifique, no 69,‎ janvier 1997
- Nouvelles dans Nouvelles d'Océanie, vol. 1, Revue Brèves, 1999 (ISBN 978-2-916806-12-9, 2-916806-12-1 et 978-2-916806-13-6, OCLC 717764908, lire en ligne)
- « 11h33 à Uturoa », Tahiti-Pacifique, no 150,‎ octobre 2003
- « Surprise en Micronésie », Tahiti-Pacifique, no 155,‎ mars 2004
- « Cyclone Josua », Tahiti-Pacifique, no 150,‎ février 2005
- « Le temps du pardon », Tahiti-Pacifique, no 175,‎ novembre 2005
- « Te’ite et Tereop », Littérama'ohi, no 9,‎ mai 2006 (lire en ligne)
- « À la recherche du pardon », Littérama'ohi, no 14,‎ mai 2007 (lire en ligne)

### Articles
- « Où en sommes-nous ? », Littérama'ohi, no 3,‎ avril 2003 (lire en ligne)
- « Une langue pour imaginer », Littérama'ohi, no 4,‎ novembre 2003 (lire en ligne)
- « Vers le nord », Littérama'ohi, no 5,‎ mai 2004 (lire en ligne)
- « On change les pions, on recommence », Littérama'ohi, no 7,‎ octobre 2005 (lire en ligne)
- « Le tourbillon francophone », Littérama'ohi, no 12,‎ novembre 2006, p. 44-50 (lire en ligne)
- « Spiritualité dans la vie et l’œuvre de Nicolai Michoutouchkine », Littérama'ohi, no 15,‎ novembre 2008 (lire en ligne)
- « Histoire, Mémoire de l’Oubli », Littérama'ohi, no 16,‎ juin 2009, p. 10 (lire en ligne)